# Келоид
Келоидът е образуването на вид белег, който в зависимост от зрялостта му се състои основно от колаген тип III или тип I. Келоидът е резултат от прекомерно разрастване на увредена съединителна тъкан (колаген тип III) на мястото на кожното увреждане, което след това бавно се замества от колаген тип I. Келоидите са твърди, гумени или влакнести лъскави лезии и могат да варират по цвят от розово до цвета на кожата на човека или от червено до тъмно кафяво. Келоидният белег е доброкачествен и не е заразен, но понякога се съпровожда от тежък сърбеж, болка и промени в текстурата. В тежки случаи може да засегне движението на кожата.
Келоидните белези се наблюдават 15 пъти по-често при хора с африкански произход, отколкото при хора с европейски произход.

## Причини
Повечето видове увреждания на кожата могат да доведат до белези. Това включва изгаряния, акне, варицела, кокоши трън, мазоли, пиърсинг, ваксинация, драскотини, прорезни рани или такива от операции.
Според Националния център по биотехнологична информация (CSN) келоидните белези са често срещани при млади хора на възраст между 10 и 20 години. Изследванията показват, че тези с по-тъмен тен са с по-висок риск от келоидни увреждания в резултат на кожни травми. Те се срещат при 15 – 20% от хората от африкански, азиатски или латиноамерикански произход, значително по-малко при тези от кавказки произход и няма съобщени случаи при пациенти с албинизъм.

## Лечение
Най-доброто лечение включва предотвратяване на ненужна травма или операция (включително пиърсинг), когато е възможно. Всички кожни проблеми (акне и инфекции) трябва да се лекуват възможно най-рано, за да се сведат до минимум зоните на възпаление.
Лечението на келоидния белег зависи от възрастта. Не се препоръчва използването на радиотерапия, антиметаболити и кортикоиди при деца, за да се избегнат вредните странични ефекти, като аномалии на растежа.
Интралезионалните инжекции с кортикостероид като Кеналог успешно намаляват дейността на фибробластите, възпалението и сърбежа. Криотерапията включва прилагането на изключително ниски температури към келоид. Методът е лесен за прилагане и също успешен при неголеми келоиди. Оперативното отстраняване също е възможно, но при него се наблюдават много високи нива на възвръщане на келоида (70 – 100%), при това с по-голям размер от първоначалния. Този метод обикновено се съчетава с други, при което се наблюдава по-голяма ефикасност.